# Cnemolia mimoides
Cnemolia mimoides là một loài bọ cánh cứng trong họ Cerambycidae.